# IC 1199
IC 1199 — галактика типу Sbc (компактна витягнута спіральна галактика) у сузір'ї Змія.
Цей об'єкт міститься в оригінальній редакції індексного каталогу.